# Славиша Вајнер Чича
Славиша Вајнер „Чича романијски“ (Нови Винодолски, код Сења, 27. јун 1903 — Пјеновац, код Хан Пијеска, 21. јануар 1942), учесник Народноослободилачке борбе и народни херој Југославије.

## Биографија
Рођен је 27. јуна 1903. године у Новом Винодолу, код Сења. Потиче из сиромашне јеврејске чиновничке породице. Његов отац Душан је више пута премештан, па је Славиша детињство и младост провео у разним крајевима Југославије, од Лике и Хрватског приморја до Срема и Славоније. У вишим разредима гимназије пришао је револуционарној омладини, због чега је искључен из бјеловарске гимназије, па је гимназију морао наставити у Копривници, где је и матурирао.
Доласком на Загребачко свеучилиште, као студент технике, поново се ангажовао у антирежимским политичким акцијама. Био је изабран за председника Клуба слушалаца технике. После завршеног факултета, Славиша је неколико година радио у Загребу, а 1930. године је прешао и Бању Луку. Ту се повезао са револуционарним студентима и постао члан Клуба академичара Бање Луке. Године 1936. премештен је у Сарајево, где је изабран за секретара Удружења инжењера. Члан Комунистичке партије Југославије (КПЈ) постао је 1940. године.
После краткотрајног Априлског рата и окупације Краљевине Југославије Славиша, по налогу Партије, одлази на Романију, где руководи припремама за устанак. Био је командир прве партизанске чете, а касније и првог партизанског Романијског партизанског одреда. Он је већ 1941. године, учествовао у јуришима на Жљебове, Мокро, Крам, Соколац, Рогатицу. У народу је био оличење храбрости и правде, и још за живота претворен у легенду.
Као искусан политички радник и запажен војни стратег, постао је члан Главног штаба НОП одреда Босне и Херцеговине. Заједно са Родољубом Чолаковићем и Светозаром Вукомановићем Темпом, присуствовао је састанку са Врховним командантом Јосипом Брозом Титом и осталим члановима Врховног штаба, 25. децембра 1941. године, у Рогатици.
Средином јануара 1942. године Славиша се са Петим шумадијским батаљоном Прве пролетерске ударне бригаде налазио у Хан Пијеску, где је тада био смештен Главни штаб НОП одреда БиХ и Покрајински комитет КПЈ за БиХ. Присиљени на повлачење, пред десетоструко јачим непријатељем после жестоке борбе, Славиша је борце, међу којима се налазила и група бораца Бирчанског одреда, одвео у Пјеновац. Ту су, на железничкој станици, преноћили, да би сутрадан кренули у правцу Олова. Али, када је већи део Бирчанског одреда отишао, и кад се колона формирала за покрет, са брда изнад железничке станице је, уз помоћ четника, наишло немачко скијашко одељење, док је пругом, од Берковине, пристигло немачко коњичко одељење. Обе групе Немаца отвориле су ватру из аутоматског оружја, и просто су покосили изненађене борце.
Тог 21. јануара 1942. године погинуло је 59 бораца, међу којима командант и политички комесар Петог шумадијског батаљона Прве пролетерске ударне бригаде Милан Илић Чича и Драган Павловић Шиља, народни хероји, док је Чича романијски, тешко рањен, али да не би жив пао у руке непријатељу, извршио самоубиство. Његово тело Немци су однели у Власеницу, да га покажу народу. После ослобођења, његови посмртни остаци, су сахрањени у Гробници народних хероја у спомен-парку Враца, на Требевићу, код Сарајева.
Указом Председништва АВНОЈ-а, 25. новембра 1944. године, а на предлог Врховног команданта НОВ и ПОЈ маршала Југославије Јосипа Броза Тита, проглашен је за народног хероја.

## Спомен
У бившој Југославији, у Источном Сарајеву направљена је касарна за ЈНА и названа по њему, та касарна је сада запуштена. Близу бивше касарне, испред Стадиона Фудбалског клуба Славија, направљен је споменик Славиши Вајнеру Чичи као народни херој 2023. године.